# Municipio de White Mound
El municipio de White Mound (en inglés: White Mound Township) es un municipio ubicado en el condado de Jewell en el estado estadounidense de Kansas. En el año 2010 tenía una población de 40 habitantes y una densidad poblacional de 0,43 personas por km².

## Geografía
El municipio de White Mound se encuentra ubicado en las coordenadas 39°52′25″N 98°26′30″O / 39.87361, -98.44167. Según la Oficina del Censo de los Estados Unidos, el municipio tiene una superficie total de 92.66 km², de la cual 92,41 km² corresponden a tierra firme y (0,27 %) 0,25 km² es agua.

## Demografía
Según el censo de 2010, había 40 personas residiendo en el municipio de White Mound. La densidad de población era de 0,43 hab./km². De los 40 habitantes, el municipio de White Mound estaba compuesto por el 100 % blancos. Del total de la población el 0 % eran hispanos o latinos de cualquier raza.